# Ausztriai Mária Anna spanyol királyné
Ausztriai Mária Anna (spanyol névváltozata alapján ismert még mint Marianna, németül: Maria Anna von Österreich, spanyolul: Mariana de Austria; Bécsújhely, Ausztria, 1634. december 23. – Madrid, Spanyol Királyság, 1696. május 16.), Habsburg-házi osztrák főhercegnő, aki rokonával, IV. Fülöp királlyal kötött házassága révén Spanyolország királynéja 1649 és 1665 között, majd annak régense fia, II. Károly mellett saját, 1696-ban bekövetkezett haláláig.
Mária Anna volt III. Ferdinánd német-római császár és Ausztriai Mária Anna császárné legidősebb leánygyermeke, a későbbi I. Lipót császár testvére. 1649-ben házasodott össze anyai nagybátyjával, a spanyol királlyal, akinek ez volt a második házassága. Hitvese 1665-ben bekövetkezett halálát követően négyéves fiuk, II. Károly mellett lett a Spanyol Birodalom régense és az udvar legbefolyásosabb személye. Róla nevezték el a Mariana-szigeteket.
Régenségét beárnyékolta az ország 17. század közepétől tartó hanyatlása, a kontinenst sújtó gazdasági válság és a belső politikai megosztottság, amit többek között elhunyt férje törvénytelen fiával, Don Juan Joséval kellett vívnia. Mária Anna 1696-os halálát követően korlátozott szellemi képességű fia helyett kegyencei uralkodtak, majd annak 1700-ban fiúutód nélkül bekövetkezett halála után, 1701-ben megkezdődött a spanyol örökösödési háború.

## Életrajza

### Ifjúkora

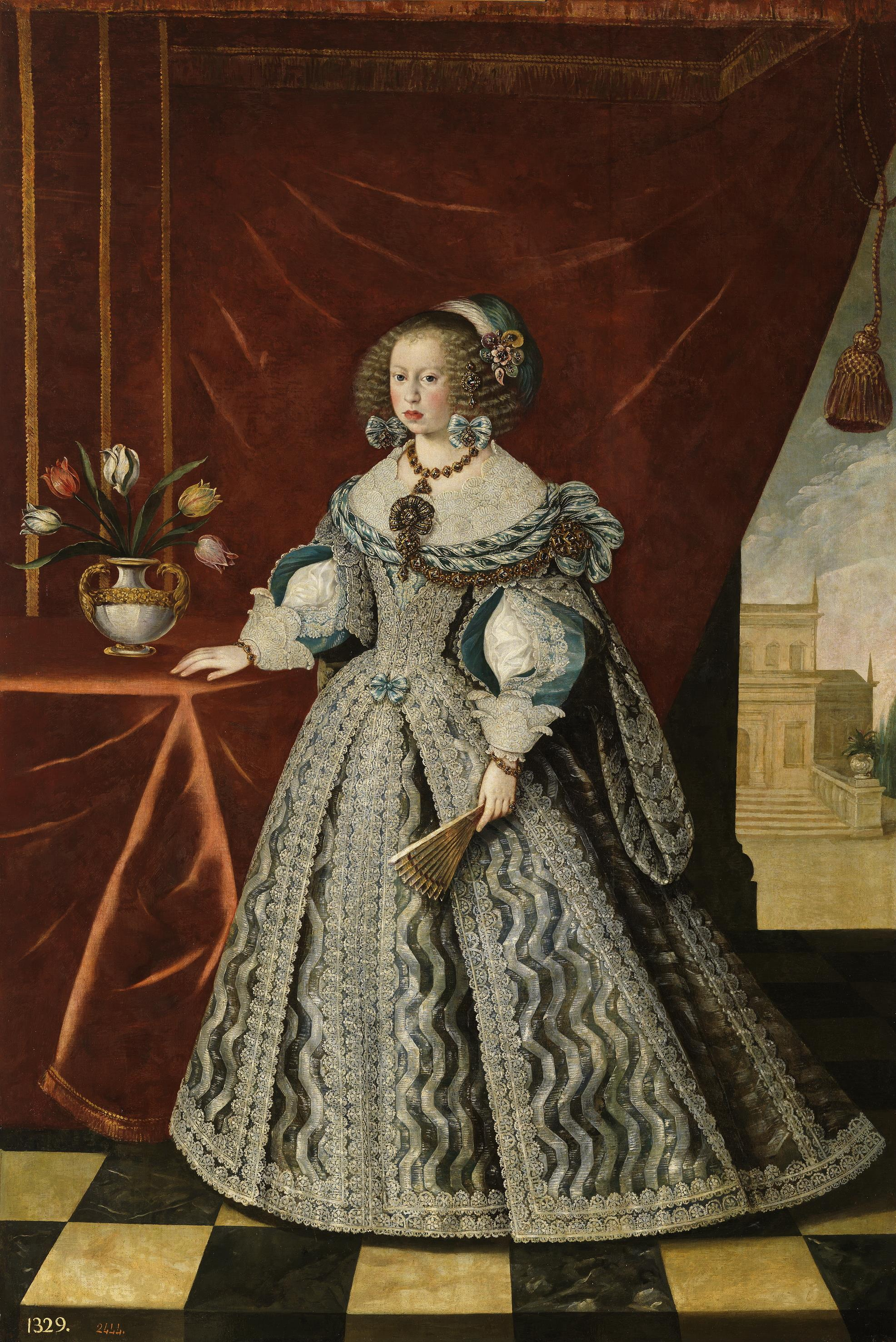
Az ifjú főhercegnő 1646 körül Frans Luycx flamand festő portréján

Mária Anna főhercegnő 1634. december 23-án született Bécsújhelyen, a Habsburg-család osztrák ágának tagjaként. Ő volt Ferdinánd Ernő főherceg (1637-től német-római császár) és Ausztriai Mária Anna második, egyben egyetlen lánygyermeke. 
Szüleinek összesen hat gyermeke született, akik közül Mária Annán túl csak két fiú érte meg a felnőttkort: Ferdinánd Ferenc, akit apja örököseként német királlyá koronáztak, ám betegség következtében idő előtt elhunyt, és Lipót Ignác, akit ugyan egyházi pályára szántak, ám testvére halálát követően a Német-római Birodalom örököse, majd 1658-tól császára lett.
A főhercegnőnek apja második, Ausztriai Mária Leopoldinával való házasságából származott még egy féltestvére, Károly József főherceg, valamint a császár harmadik, Mantovai Eleonóra Magdolnával való kapcsolatából további két nővére: a későbbi Eleonóra Mária Jozefa lengyel királyné és Mária Anna Jozefa pfalzi választófejedelemné.

### Házassága
A Habsburg-családban a birtokok és örökösödés megtartása érdekében gyakori belső házasság várt a főhercegnőre is: 1646-ban eljegyezték első-unokatestvérével, a spanyol trónörökössel, Baltazár Károly asztúriai herceggel. A trónörökösinfáns azonban három hónappal a tervek megszületését követően fekete himlő következtében, tizenhat éves korában elhunyt. Mivel Baltazár Károly édesanyja, Franciaországi Izabella királyné még 1644-ben fiához hasonlóan himlőben életét vesztette, IV. Fülöp spanyol király pedig fia halálát követően fiúörökös nélkül maradt, így végül ő vezette oltárhoz unokahúgát, fia korábbi jegyesét, Mária Anna főhercegnőt. A szertartásra 1649. október 7-én került sor a Madrid környéki Navalcarneróban. A nászéjszakájukat már El Escorialban töltötték.

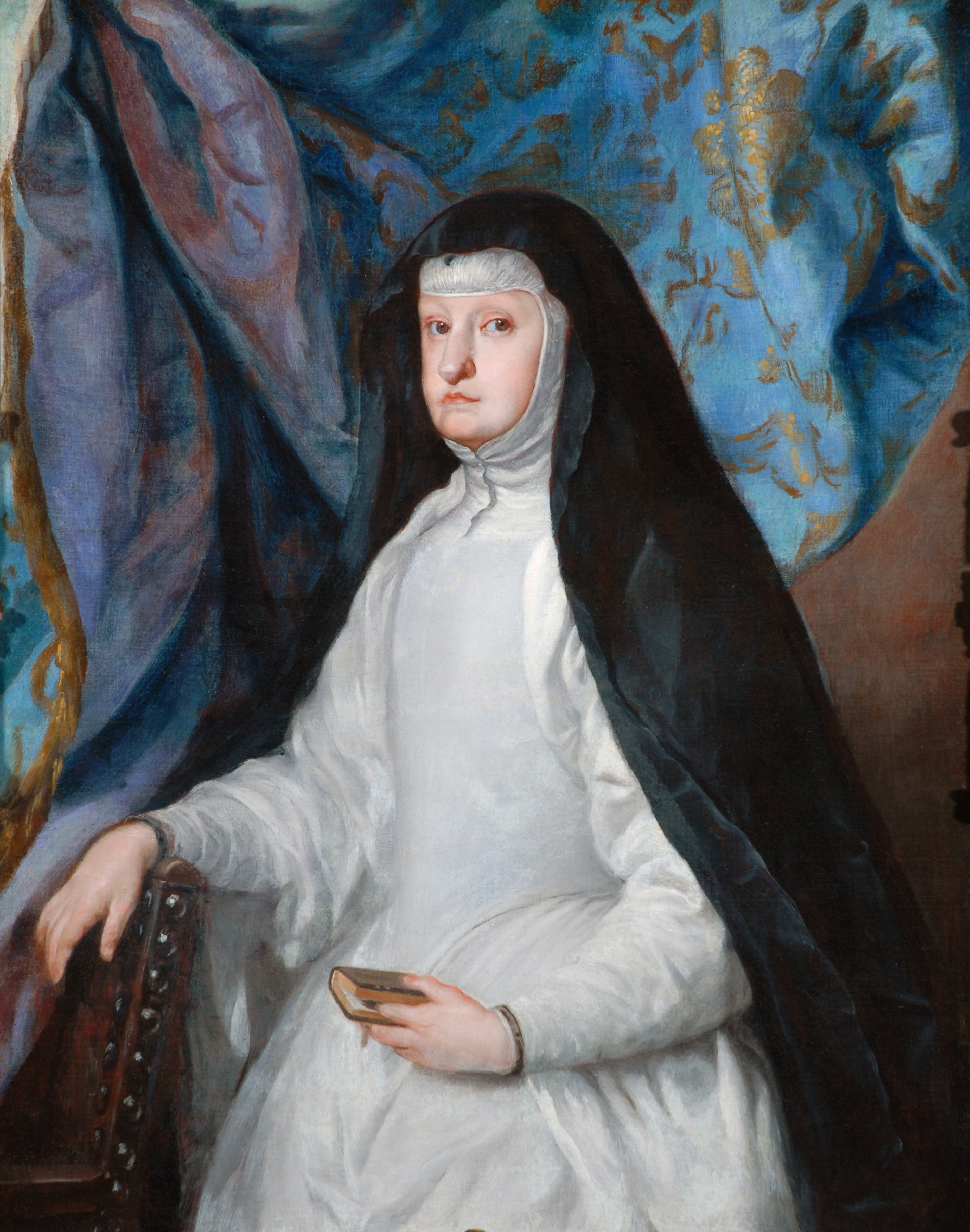
Az özvegy Marianna királyné élete utolsó éveiben

A házaspárrokonok között összesen huszonkilenc év volt a korkülönbség. A házassággal Mária Anna Spanyolország királynéja lett, egyben a neve spanyol változatát vette fel, a Mariannát (spanyolul: Mariana). Kapcsolatukból összesen öt gyermek született, akik közül csak kettő érte meg a felnőttkort: legidősebb gyermeke, Margit Terézia később anyai nagybátyjához, I. Lipót német-római császárhoz ment feleségül; Marianna második leánya, Mária Ambrózia de la Concepción (1655) infánsnő mindössze tizenöt napot élt; két fia, Fülöp Proszperó (1657–1661) és Ferdinánd Tamás (1658–1659) infánsok fiatalon elhunytak; legkisebb gyermeke, Károly, El Hechizado (magyarul: Megbabonázott) néven vált ismertté testi és szellemi fogyatékai okán.

### Régenssége
Fia, II. Károly 1665-ben követte IV. Fülöpöt a spanyol trónon, aki azonban ekkor négyéves volt, ezért a hatalmat nevében anyja vette át. Az özvegy királyné 1665 és 1675 között kegyenceire, Johann Eberhard Neidhardt grófra és Fernando de Valenzuela márkira támaszkodva régensként kormányozta Spanyolországot. Uralmát korlátozott szellemi képességű fia 1675-ben történt nagykorúvá nyilvánítása után is megtartotta. 
1677-ben IV. Fülöp törvénytelen fia, Don Juan José katonai puccsa után száműzték, 1679-ben azonban visszatért, és élete végéig befolyásolta a spanyol politikai életet. Nagy része volt 1679 novemberében fiának I. Fülöp orléans-i herceg leányával, Mária Lujza hercegnővel, majd annak halála után, 1690 májusában  Fülöp Vilmos pfalzi választófejedelem leányával, Mária Anna pfalz-neuburgi hercegnővel kötött házasságában. Halála után II. Károly helyett kegyencei uralkodtak, végül 1700. november 1-jén meghalt II. Károly is, vele kihalt a Habsburg-ház spanyol ága. Emiatt tört ki 1701-ben a spanyol örökösödési háború.

## Gyermekei
- Margit Mária Terézia német-római császárné (1651. július 12. – 1673. március 12.), nagybátyja, I. Lipót császár felesége lett;
- Mária Ambrózia de la Concepción infánsnő (1655. december 7. – 1655. december 21.), mindössze tizenöt napot élt;
- Fülöp Proszperó, Asztúria hercege (1657. november 28. – 1661. november 1.), fiatalon elhunyt;
- Ferdinánd Tamás Károly infáns (1658. december 23. – 1659. október 22.), kisgyermekként meghalt;
- II. Károly spanyol király (1661. november 6. – 1700. november 1.), Spanyolország királya lett.